# Гримучник діамантовий
Гримучник діамантовий (Crotalus adamanteus) — вид отруйних змій із роду Справжній гримучник родини Гадюкові. Інша назва — «ромбічний гримучник».

## Опис
Довжина зазвичай становить 1-2 м. Найважчий відомий екземпляр (15,4 кг) був знайдений у 1946 році і мав довжину 2,4 м. Голова широка, пласка. Тулуб кремезний. Забарвлення коричневе, жовто-коричневе, сіро-коричневе або оливкове. Уздовж спини тягнеться ланцюжок із 24—35 темно-бурих або чорних ромбічних плям зі світлою облямівкою. Черево жовтуватого або кремового кольору з численними темними цятками.

## Спосіб життя
Полюбляє ліси, чагарники, вирубки, узбережжя водойм. Активний вночі. Харчується дрібними ссавцями (особливо гризунами), птахами та їх яйцями. Ймовірно, ховається у норах гоферових та черепах-гоферів.
Це яйцеживородна змія. У липні—вересні самиця народжує 10-20 дитинчат завдовжки 30-35 см.

## Отруйність
Отрута досить небезпечна. Смертність внаслідок укусу становить 10—30 %. Втім, зазвичай змія не агресивна. Серед гримучих змій цей вид має найвищу «удойность». В середньому від однієї змії отримують 400—450 мг (у сухій вазі) отрути.

## Розповсюдження
Це ендемік Сполучених Штатів Америки. Мешкає у Флориді, уздовж узбережжя проникає на північ до мису Гаттерас, а на захід — до Нового Орлеану.

## Охоронний статус
Цей вид належить до категорії найменшого ризику (LC) Червоного списку МСОП. Чисельність знижується вже протягом багатьох років через руйнування середовища проживання, полювання і переслідування, але її рівень не викликає занепокоєння. Зниження населення цих змій було запропоноване як причина зростання чисельності кроликів у штаті Флорида.
У Північній Кароліні Crotalus adamanteus охороняється місцевою владою.